# Chiloschista viridiflava
Chiloschista viridiflava är en orkidéart som beskrevs av Gunnar Seidenfaden. Chiloschista viridiflava ingår i släktet Chiloschista och familjen orkidéer. Inga underarter finns listade i Catalogue of Life.